# ローズマン・ブリッジ

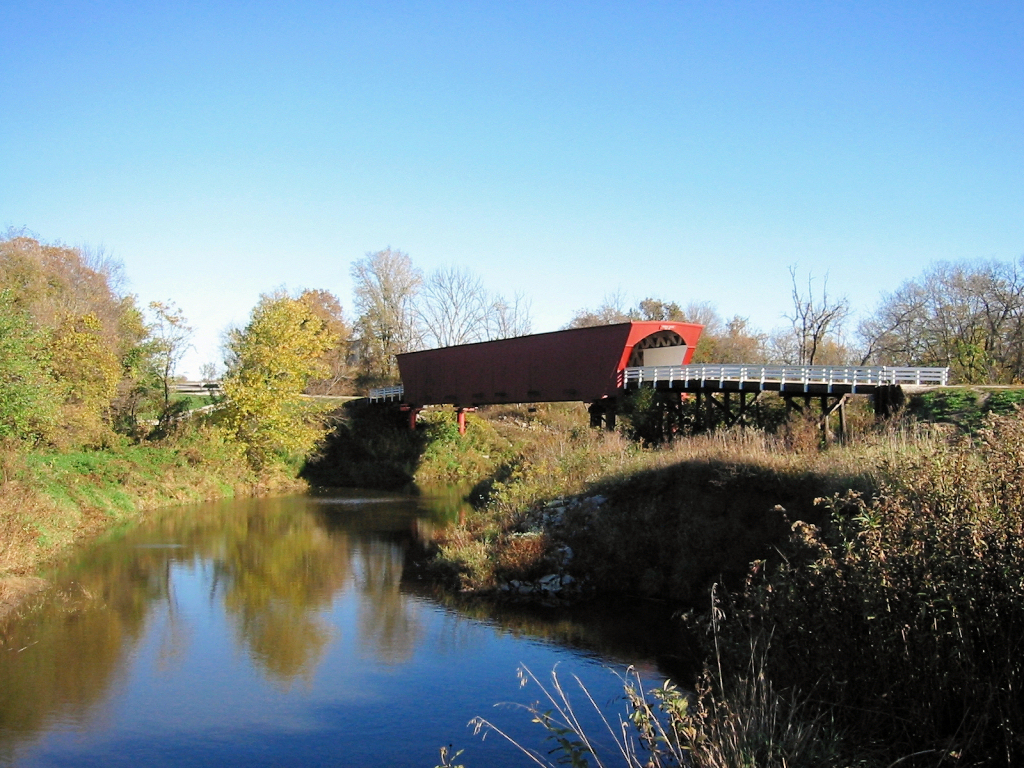
ローズマン・ブリッジ（2001年10月）

ローズマン・ブリッジ（英語: Roseman Bridge、あるいは英語: Roseman Covered Bridge）は、アイオワ州ウィンターセットにある橋。小説『マディソン郡の橋』の舞台となった。1883年に建設され、1992年に改装された。1976年にアメリカ合衆国国家歴史登録財に指定された。